# ラバーズ像
ラバーズ像（英: Lovers  伊: Amanti  仏: Les amoureux）は、日本の芸術家・吉野美奈子が日本神話のイザナギ・イザナミを題材として制作している愛と平和のシンボル・モニュメント。正式名称は「Lovers - 恋人たち」である。

## 概要
ラバーズ像は現在世界に２体あり、テーマは「つながり」である。世界初のラバーズ像は、2014年6月12日、ニューヨーク市のリバーサイド・パーク（マンハッタンウエストサイド63丁目周辺）に設置された。彫像本体の高さは275cm、台座を含む全長は345cmである。二つ目のラバーズ像は、吉野の出身地である富山市に2020年3月21日、富山駅北のブールバール（富山市牛島町20）に設置された。彫像本体の高さは345cm、台座を含む全長は545cmである。
ラバーズ像は、日本神話のイザナギ・イザナミを「世界を創造した最古で最初の恋人たち」として、国産み・神産みの神話をベースに「世界は愛から生まれた」というメッセージを伝えている。背景には作家自身のアメリカ同時多発テロ体験があり、吉野は「世界を分ける人・壊す人がいるなら、自分は繋ぐ人・作る人になりたい」と考え、「アートで平和のために役立ちたい」と考え続けていた。

### NYのラバーズ像
2013年、吉野はニューヨーク市の野外彫刻コンペで選抜され、初のラバーズ像が制作された。この時、予算の関係で大理石を彫ることは叶わず、しかたなく大理石粉を鋳造する案に切り替えなければならなかった。吉野は毎日脚立の上で18時間もの制作の傍、Twitterやfacebook上で「1000の愛のメッセージ」キャンペーンを展開し、「大切な人に『愛している』と伝えよう」と呼びかけた。結果、ニューヨークのリバーサイドパークに設置されたラバーズ像周囲の小石1000個には、国境や宗教を超えて63か国語もの異なる言語で愛のメッセージが書かれ、大人気のスポットとなった。その後、ラバーズ像は、ハドソン川の対岸、エッジウォーターにある桟橋に永久設置され、カップルたちがプロポーズや結婚式を行うなど、「恋人たちの聖地」となっている。

### 富山のラバーズ像
富山のラバーズ像は、2020年に富山駅南北を走る路面電車の開通を記念して、駅前にランドマークとなるシンボルが欲しいという市民の要望に応えて制作され、富山駅北口から続くブールバールに建つ像である。周辺整備や台座を含む事業資金の5000万円は、すべて富山に縁のある企業協賛とクラウドファンディングを通じてラバーズ像を応援する世界の人々からの募金によって設置され、除幕後富山市に寄贈された。

#### 経緯
2018年、富山県経済界の有志による富山駅モニュメント設置委員会からの依頼を受けて、吉野は巨匠ミケランジェロも愛した大理石の産地イタリアのカッラーラで制作を開始。当初イタリア語は全くできず、大理石探し・アシスタント探し・仕事場探し・部屋探しなど大苦戦を強いられたが、スマホで勉強しながら乗り切った。メジャーな作家たちが3Dプリンターやロボットを使用して作品を工業生産していることに対して納得できず、「人の手から生まれる優しい形」をモットーに、最後まで手仕事で仕上げることを貫いた。
2019年12月、イタリアで誕生した富山のラバーズ像は、ニューヨークのラバーズ像よりも大きく、重さは10トンとなった。作品は慎重に梱包され、カッラーラ港から富山新港まで2ヶ月以上かけて海上輸送された。モニュメントの周りには花壇とベンチがあり、台座を含む作品の全長は545cmとなった。台座に使われたのは米国産黒御影石で、吉野は「神話にちなんで、恋人たちの足下には、”雲のような波のような”イメージの石を選んだ。周りの敷石パターンは機械的でなく有機的に、”つながりから広がり”が感じられるデザインにした」と話している。
2017年から2020年、吉野は故郷富山県の中学・高校など25箇所で「自分らしい人生の作り方・夢のために行動する勇気」を伝える講演をしており「夢の話をしよう」という呼びかけに応えた生徒たちから、5798通の「夢のお手紙」が届いた。2020年３月の除幕式で、吉野はモニュメントの台座の中に手紙を入魂して、永遠に封印した。「このお手紙がラバーズの心臓。毎日毎日トラブルだらけだったけど、みんなが応援してくれたから頑張れた。いつまでもみんなの夢がラバーズと一緒にキラキラと輝いていてほしい」と語った。

#### メッセージ
2020年６月のインタビューで、吉野は「私はテロの時に、命さえあればどうにでもなると思いました。だから、悲しい時にはラバーズに会いに来て『大丈夫だよー』って抱擁（ハグ）されてる感じを思い出してほしい。みんなが今『この星に生きている』ということは、『この星に受け入れられてる』ということだから、何があっても大丈夫、生きていれば大丈夫って伝えたい。寂しい時にお友達のように寄り添ってくれるモニュメント、みんなの『心の拠り所』が創りたいと思って生まれたのが、ラバーズです」と話した。